# Миловидов, Сергей Иванович
Сергей Иванович Миловидов — советский хозяйственный, государственный и политический деятель, генерал-майор медицинской службы.

## Биография
Родился в 1899 году. Член КПСС с 1926 года.
С 1919 года — на хозяйственной, общественной и политической работе. В 1919—1956 гг. — участник Гражданской войны, выпускник медицинского факультета 2-го Московского медицинского института, на руководящей медицинской работе в Рабоче-Крестьянской Красной Армии, заведующий сектором отдела здравоохранения ЦК КПСС, заместитель наркома здравоохранения СССР, начальник Главного управления эвакогоспиталей, директор 2-го Московского медицинского института.
Умер в Москве в 1964 году.